# Gran Nil Superior
Gran Nil Superior (en anglès: Greater Upper Nile, en àrab: أعظم أعالي النيل) és una regió del nord-est de Sudan del Sud. Rep el seu nom del Nil Blanc, un afluent del riu Nil. Modernament s'esmenta com a Gran Nil Superior (Great Upper Nile), nom que mai ha portat, per distingir la regió històrica de l'estat del Nil Superior (o d'Alt Nil) que només n'és una part. La capital històrica regional fou Malakal. La superfície era de 238.792 km² i la població d'1.599.605 habitants (1983).

## Geografia
La regió de 1983 estava formada per les províncies de Jonglei i Alt Nil; avui dia consta dels estats de Jonglei, Unitat i Nil Superior. Fa frontera amb Etiòpia a l'est i amb el Sudan al nord.

## Història
Aquesta regió va ser una província durant el condomini del Sudan Anglo-egipci i després en el Sudan independent; el 1973 va formar part de la regió autònoma del Sudan del Sud; el 1983 la regió fou suprimida i es van crear tres regions descentralitzades una de les quals fou l'antiga província del Nil Superior; el 1991 la regió va esdevenir estat; el 1994 es va dividir en tres estats, un dels quals va conservar el nom de l'estat original. El 9 de juliol de 2011 els deu estats del Sudan del Sud es van separar del Sudan i van formar un estat independent.